# Benjamin Limbach
Benjamin Limbach (ur. 25 września 1969 w Bonn) – niemiecki prawnik, działacz Sojuszu 90/Zieloni, minister w rządzie Nadrenii Północnej-Westfalii.

## Życiorys
W 1988 roku zdał egzamin maturalny. Następnie odbył służbę wojskową w latach 1989–1990. W latach 1991–1995 studiował prawo na Uniwersytecie w Bonn, a w latach 1995–1996 kontynuował tam studia doktoranckie. Od 1997 do 1999 odbywał aplikację prawniczą przy Sądzie Krajowym w Bonn.
W 1999 roku wstąpił do służby sędziowskiej. W 2002 został mianowany sędzią Sądu Administracyjnego w Kolonii. Od 2003 do 2014 zajmował różne stanowiska kierownicze w Ministerstwie Sprawiedliwości Nadrenii Północnej-Westfalii. W latach 2014–2020 był dyrektorem Wyższej Szkoły Prawa oraz szefem centrum szkoleniowego wymiaru sprawiedliwości tego kraju związkowego. Następnie od 2020 do 2022 pełnił funkcję prezydenta Wyższej Szkoły Federalnej Administracji Publicznej.
Członkiem Sojuszu 90/Zieloni został w 2018 roku. 29 czerwca 2022 roku objął urząd ministra sprawiedliwości Nadrenii Północnej-Westfalii. Od 30 czerwca 2022 roku jest także zastępczym członkiem Bundesratu.